# Gerry López
Gerry López (n. 7 de noviembre de 1948, Honolulú, Hawái) es un surfista estadounidense y actor de cine ocasional. Se lo conoce también como Mr. Pipeline.

## Trayectoria
Fue campeón de surf junior del estado de Hawái a la temprana edad de 14 años. Tras intentar la carrera de arquitectura, en 1969 decide dedicarse al surf, convirtiéndose en el rey de la famosa ola Pipeline de la North Shore en Oahu. 
Revolucionario de las tablas pequeñas, durante la década de 1970 comenzó a participar en cine, teniendo algunos papeles en películas como El gran miércoles (Big Wednesday, 1978) o Conan el Bárbaro (Conan the Barbarian, 1982). En 2001 se trasladó con su esposa Toni y su hijo Alex a Bend, Oregón (Estados Unidos), donde continúa tallando tablas y se ha aficionado al snowboard.